# Attopsis
Attopsis – wymarły rodzaj mrówek z podrodziny Myrmicinae.

## Gatunki
Rodzaj obejmuje dwa gatunki:
- †Attopsis longipennis Heer, 1850
- †Attopsis longipes Heer, 1867